# Национални парк Серенгети
Национални парк Серенгети налази се у области Серенгети у Танзанији који се протеже на 14.763 km2 (5.700 sq mi). Најпознатији је по годишњој сеоби преко милиона гнуа и двеста хиљада зебри.
Серенгети је добро познат по највећој годишњој миграцији животиња на свету од преко 1,5 милиона плавих гнуа и 250.000 зебри заједно са мањим стадима Томсонових газела и еланда. Национални парк је такође дом највеће популације лавова у Африци. Он је угрожен крчењем шума, порастом људске популације и сточарством.

## Историја
Народ Масаји је током више од двеста година напасао стоку у овим пределима пре него што су дошли европски истраживачи и колонизовали ове крајеве. Име Серенгети потиче из језика народа Масаји и има значење „бескрајна равница”. Оскар Бауман, немачки географ и истраживач, дошао је у ово подручје 1892. и убио три носорога. Први британски истраживач био је Едвард Вајт који је са својом групом убио педесет лавова. Лов на лавове угрозио је популацију ових животиња, те су Британци одлучили да 1921. оснују резерват на делу територије, а 1929. на целој територији која је 1951. године постала национални парк. Приликом оснивања парка, колонијалне власти су донеле контроверзну одлуку да преселе аутохтоно Масаи становништво у суседну област Нгоронгоро. Серенгети је најстарији национални парк у Танзанији и привлачи велики број сафари туриста.
Године 1930, површина од 2.286 km2 (883 sq mi) је одређена као резерват дивљачи у јужном и источном Серенгетију. Током 1930-их, влада Тангањике успоставила је систем националних паркова у складу са Конвенцијом о очувању фауне и флоре у њиховом природном стању. Област је постала национални парк 1940. године. Добила је строгу заштиту 1948. године када је формиран Одбор старатеља Националног парка Серенгети да управља националним парком. Влада је ограничила кретање становника Масаја, а границе парка су финализоване 1951. године. Године 1959, област од 8.300 km2 (3.200 sq mi) је одвојена у источном делу националног парка и поново успостављена као Нгоронгоро конзервациона област са намером да задовољи традиционалне интересе народа Масаји за коришћење земљишта у вишеструкој области коришћења земљишта. Године 1981, Национални парк Серенгети покривао је 12.950 km2 (5.000 sq mi), што је било мање од половине Серенгетија.
Серенгети је стекао славу након што су Бернард Грзимек и његов син Мајкл произвели књигу и документарац под називом Серенгети неће умрети 1959. године.

## Географија
Површина парка је 14763 km² травнатих равница, савана, шумовитих предела уз реке и жбуновитих предела. Национални парк се налази у северном делу Танзаније на граници са Кенијом, где се наставља у заштићену област Масаи Мара. Југоисточно од националног парка налази се заштићена област Нгоронгоро. Насељавање је забрањено у националном парку са изузетком истраживачког насеља Серонера у коме се налази управа парка (TANAPA — Tanzania National Parks), неколико хотела и мала авионска писта.

## Геологија
Подножни комплекс се састоји од зеленог камења архејског најанзинског система (старости 2,81–2,63 Ga), архејских гранит-гнајс плутона (2,72–2,56 Ga старости), који су подигнути пре 180 Ma) формирајући купе и издужена брда, неопротерозоичног Мозамбичког појаса који се састоји од кварцита и гранита, и неопротерозојска икороншка група, која се састоји од пешчара, шкриљаца и алеврита који формирају линеарне гребене. Југоисточни део парка садржи вулканске стене неогене старости и вулкански пепео Ол Доињо Ленгаj из холоцена. Реке Грумети, Мара, Мбалагети и Оранги теку на запад до језера Викторија, док река Олдупај тече на исток у мочваре Олбалбал.
На источном делу парка налази се вулкански пашњаци Серенгети који је тропска екозона травњака. Травњаци расту на наслагама вулканског пепела са вулкана Керимаси, који је еруптирао пре 150.000 година, као и од вулканских ерупција Ол Доињо Ленгаj, које су створиле слојеве кречњачког травертина и калцитног тврдог тла (вертисола) услед брзог трошења натрокарбонатитне лаве коју производе вулкани.

## Дивљи свет
Национални парк Серенгети формира Јединицу за очување лавова од 2005. заједно са Националним резерватом Масај Мара. Више од 3.000 лавова живи у овом екосистему. Густина популације афричког леопарда процењује се на 5,41 јединке на 100 km2 (39 sq mi) у сушној сезони.
Крда афричких слонова опоравила су се од ниске популације током 1980-их година узрокованих криволовом и бројала су преко 5.000 јединки до 2014. године. Популација афричког бивола је опала између 1976. и 1996. године због криволова, али се повећала на 28.524 јединки до 2008. године. Популација црног носорога смањена је на око 10 јединки 1980-их због криволова, а данас у парку преживљава мање од 70 јединки. Носорози се углавном хране травом, дрвенастом цветном индигофером, акацијом и кроталаријом, и жбуновима.

### Фауна
Парк је познат по сеобама животиња, али и по присуству многобројне дивљачи која се у овом парку лови, пет врста се посебно издваја као трофејни плен ловаца:
- лав: сматра се да се у парку Серенгети налази најбројнија популација афричких лавова
- леопард: ови месождери се често виђају у околини насеља Серонера
- слон: популација се обнавља након пада броја јединки 1980-их; налазе се углавном у северним деловима парка
- црни носорог: малобројна популација се налази у централним деловима парка
- афрички биво: и даље присутни у великим бројевима, мада их угрожава присуство болести

У парку се налазе и многе друге животињске врсте, међу којима су: гепард, газела, хијена, павијан, жирафа, те око 500 врста птица попут ноја и сл.

## Администрација и заштита
Овај парк је наведен од стране Организације Уједињених нација за образовање, науку и културу као место светске баштине. Одређено је као заштићено подручје II категорије према систему који је развила Међународна унија за заштиту природе, што значи да њиме треба управљати ради заштите екосистема или еколошких процеса.
Административно тело за све паркове у Танзанији је Управа за националне паркове Танзаније. Мајлс Тарнер је био један од првих чувара дивљачи у парку и заслужан је за стављање под контролу дивљег криволова.

## Опасности
Крчење шума у региону Мау шуме променило је хидрологију реке Мара. Постоје инвазивне врсте биљака као што су сијамски коров, бодљикава крушка, мајчински вратић и мексички сунцокрет. Једна студија из 1996. процењује да људска популација на западној страни парка расте за четири процента годишње. Коришћење стоке такође расте, што је повећало количину земље која се употребљава за пољопривреду и сточарство. Према студији Светског центра за праћење очувања из 2001. процењује је да око 200.000 животиња сваке године бива убијено криволовом.